# Lucien Giraudo
Lucien Giraudo, né le 14 août 1957 à Toulon, est spécialiste de la littérature française du XXe siècle et en particulier de l'œuvre de l'écrivain Michel Butor.
Il est professeur en Classes Préparatoires aux Grandes Ecoles. Il est aussi l'auteur de textes critiques sur les arts (peinture et musique), ainsi que de textes poétiques illustrés par des artistes.

## Biographie

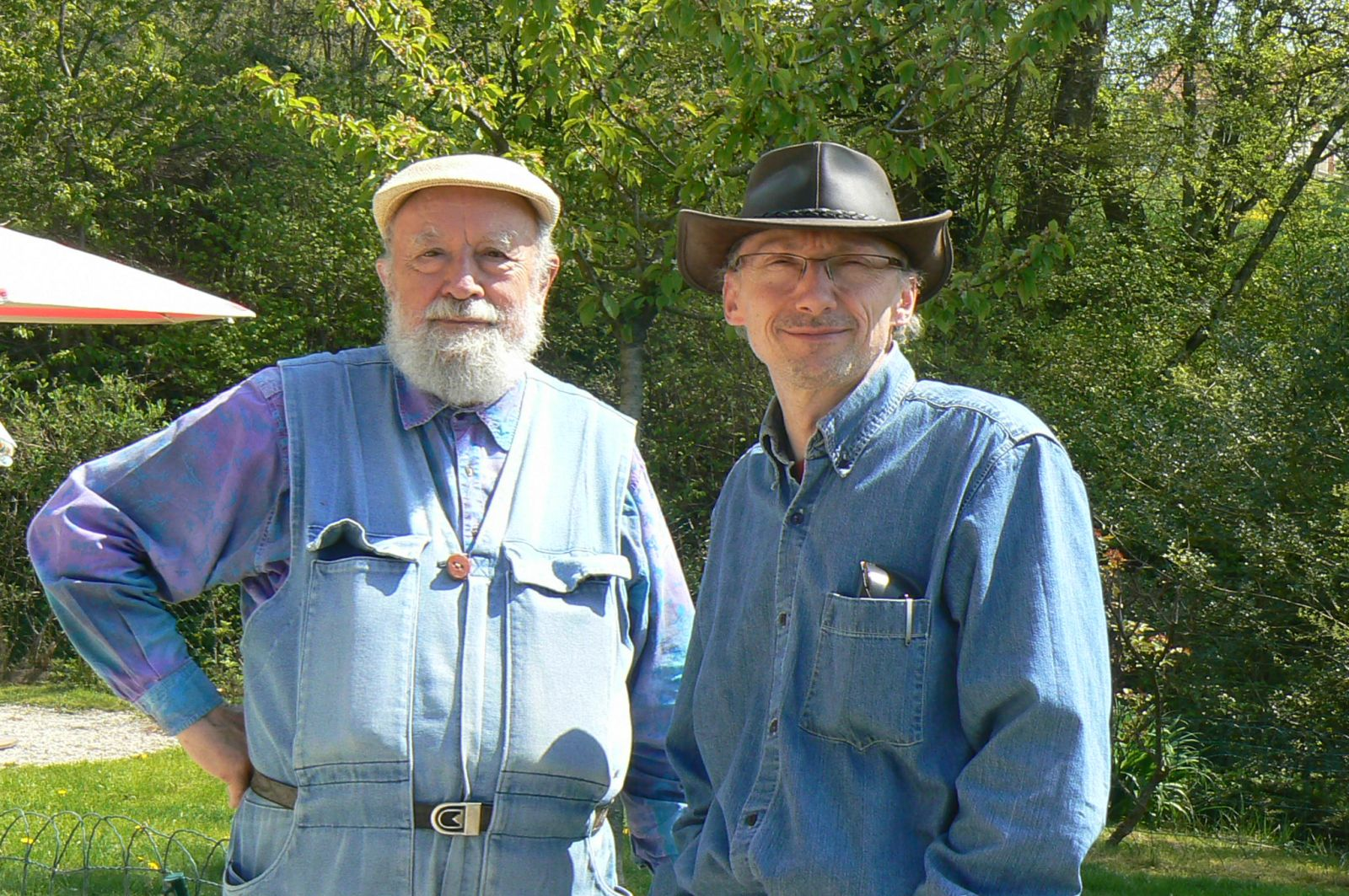
Lucien Giraudo et Michel Butor à Lucinges

En 1979 il rencontre Michel Butor à la  Faculté des Lettres de Nice. Débute alors une correspondance avec l'écrivain.
En 1981 installation à Tanger (Maroc). De retour en France en 1985, il rencontre bientôt l'universitaire Henri Mitterand qui lui confie de nombreux travaux aux éditions Nathan.
Très proche de Butor, il a accès à de nombreux livres d'artistes et travaux en collaboration peu connus du grand public.
Il soutient sa thèse en mai 2003 à Paris VIII (Œuvres d'art et collaboration chez Michel Butor).
Rencontres et amitiés avec les nombreux artistes qui travaillent régulièrement en collaboration avec Michel Butor (Patrice Pouperon, Bertrand Dorny, Georges Badin, Julius Baltazar...).

### Travaux universitaires
- Michel Butor et Lucien Giraudo (dir.), Pour tourner la page, Magazine à deux voix, Actes Sud, 1997 (ISBN 978-2-7427-1474-2)
- (es) « Michel Butor. Escrituras, una pasion por la invencion estética », Revista Anthropos, nos 178-179 « Michel Butor[N 1] »,‎ mai-août 1998, pp. 164-169 (ISSN 1137-3636)
- Œuvres d'art et Collaboration chez Michel Butor, Université Paris-VIII (thèse de doctorat), mai 2003
- « Rencontre avec Michel Butor », dans Michel Butor, Michel Butor à Nice, 2004 (ISBN 9782952159203), pp. 59-63
- Michel Butor, le dialogue avec les arts, Presses universitaires du Septentrion, 2006, 224 p. (ISBN 978-2-85939-895-8, lire en ligne)
- « Michel Butor et la collaboration artistique », Europe, nos 943-944 « Michel Butor »,‎ novembre-décembre 2007, pp. 187-197 (ISBN 978-2351500118)
- « Michel Butor et les œuvres d'art en collaboration », dans Michel Butor, Déménagements de la littérature, Presses Sorbonne Nouvelle, 2008 (ISBN 978-2878544176), pp. 235-240
- Michel Butor, Lucien Giraudo et Jean-Lou Steinmann, Petite histoire de la littérature française, Paris, Carnets nord, 2008, 145 p. (ISBN 978-2-35536-005-3)

- « A l'écart », Europe, nos 957-958 « Le Clézio »,‎ janvier-février 2009, p. 93 (ISBN 978-2-35150-022-4)
- « Une collaboration emblématique : Michel Butor et Pierre Leloup », dans Pierre Leloup et les poètes[N 2], Centre du Livre d'artistes (CDLA), 2012 (ISBN 9782953445343)
- « Une collaboration artistique : Michel Butor / Georges Badin[N 3] », dans Christof Weiand (dir.), Les graphies du regard / Die Graphien des Blicks - Michel Butor und die Künste, Universitätsverlag, Heidelberg WINTER, 2013 (ISBN 978-3825361167), p. 73 et s.v.
- Esthétique et poésie dans les livres en collaboration entre Bertrand Dorny et Michel Butor : le livre en mouvement[N 4], Université de Berne, 2013
- « Parcourir le monde en compagnie de Michel Butor et Julius Baltazar[N 5] », dans Michel Butor ou l'écriture polytechnicienne[3], Presses universitaires de France, 2014 (ISBN 9782130629269)
- Michel Butor, Lucien Giraudo et Nicole Giraudo, 105 œuvres décisives de la peinture occidentale montrées par Michel Butor, Flammarion, octobre 2015  (ISBN 978-2-0813-1456-6) réédité sous le titre Le Musée imaginaire de Michel Butor, 2019  (ISBN 9 782081 450752)
- « En traversant les frontières avec Michel Butor », Europe, nos 1049-1050 « Paul Celan »,‎ septembre-octobre 2016, pp. 255-257 (ISBN 978-2-351-50082-8)
- « Une histoire de l'oeil. À propos de 105 œuvres décisives de la peinture occidentale montrées par Michel Butor », dans Dix-huit Lustres, hommages à Michel Butor, sous la direction d'Amir Biglari et Henri Désoubeaux, Classiques Garnier, 2016 (ISBN 978-2-406-06570-8), pp. 95-107
- « Mobile, un mode d’emploi » [4], décembre 2016 Poezibao
- « Arles ou la croisée des chemins pour Serge Assier et Michel Butor » in Arles, capitale mondiale de la photographie et de la littérature, Promotion de la photographie de presse en région P.A.C.A, janvier 2019
- Michel Butor et Bertrand Dorny ou le livre en mouvement, in Cahiers Butor 2, Michel Butor et les peintres, sous la direction de Mireille Calle-Gruber et Patrick Suter, Hermann Editeurs, Paris, 2022,  (ISBN 979 1 0370 1663 8), pp 107-117

### Textes poétiques et livres d'artistes
- Le Livre d'Éole, avec Robert Lobet[5], éditions de la Margeride[6], 2008 , réédité dans Peindre les mots, Gestes d’artistes, voix de poètes, Robert Lobet/Bruno Doucey, Editions Bruno Doucey, 2022  (ISBN 978 2 36 229 424 2)
- Méditations physiques, avec Georges Badin, coll. « Mémoire », Eric Coisel, 2009
- Dans la grotte du chaman, avec Robert Lobet, éditions de la Margeride, 2010
- Hautes pressions, avec Georges Badin, coll. « Mémoire », Eric Coisel, 2010
- Bonne Nouvelle, avec Georges Badin, coll. « Mémoire », Eric Coisel, 2011
- Paysage au rocher, avec Robert Lobet, éditions de la Margeride, 2011
- Il lance la graine..., avec Jean Anguera, 2 exemplaires, 2012
- La couleur du temps[7], avec Georges Badin, coll. « Mémoire », Eric Coisel, 2012
- L'Ivraie court, avec Robert Lobet, éditions de la Margeride, 2012
- L'échappée belle, avec Georges Badin, coll. « Mémoire », Eric Coisel, 2013
- Savane, avec Martine Jaquemet, 7 exemplaires, 2013
- Après la métamorphose, avec Georges Badin, coll. « Mémoire », Eric Coisel, 2013-2014
- Train de nuit, avec Martine Jaquemet[8], coll. « Boomerang », le Livre pauvre, Daniel Leuwers, 2014
- Libellule, avec Georges Badin, coll. « Comme si », Le Livre pauvre, Daniel Leuwers, s.d.
- Sirène fendue, avec Georges Badin, coll. « L'idée fixe », Le Livre pauvre, Daniel Leuwers, s.d.
- En plein cœur, avec Georges Badin, 3 exemplaires, s.d.
- Mode d'Emploi, (hommage à Michel Butor) avec Ghislaine Lejard[9], Le Livre pauvre, coll. MB, Daniel Leuwers, 3 exemplaires, 2016
- Western memories, avec Martine Jaquemet, 6 exemplaires, 2017
- Tam-tam, avec Martine Jaquemet, 4 exemplaires, 2017
- Zone littorale, avec Robert Lobet, éditions de la Margeride, 6 exemplaires, 2017
- Profondeurs, avec Martine Jaquemet, collection Légion d'Horreur, 3 exemplaires, 2018
- Les belles heures de Chartres, 29 quatrains manuscrits de Lucien Giraudo, dans Chartres l'éclair de la jeunesse, photographies de Serge Assier, Promotion de la photographie de presse en région P.A.C.A, Janvier 2019
- Un drôle de zèbre, avec Jean-Pierre Thomas, coll. Les Minuscules, 8 exemplaires, 2021
- Tango avec une pieuvre, avec Jean-Pierre Thomas, coll. Les Minuscules, 4 exemplaires, 2021
- L’ivresse des grands fonds, avec Jean-Pierre Thomas, coll. Pleine Mer Océan Viking, 4 exemplaires, 2021
- Degrés, avec Jean-Pierre Thomas, coll. Gwaskedou, 4 exemplaires, 2021
- Rituels agraires, avec Martine Jaquemet, 3 exemplaires, 2020-2021
- Zigzags, avec Jean-Pierre Thomas, coll. Miel de forêt, 6 exemplaires, 2021
- Dans les filets, avec Jean-Pierre Thomas, coll. Traits croisés, 8 exemplaires, 2021
- Vue de l’Hôtel Beau Rivage, avec Jean-Pierre Thomas, coll. Marée Basse, 8 exemplaires, 2021
- Objets célestes, avec Jean-Pierre Thomas, coll. Les Minuscules, 8 exemplaires, 2021
- Le Dit de la vague, avec Jean-Pierre Thomas, coll. Sable, 8 exemplaires, 2021
- Pépite de rêve, avec Jean-Pierre Thomas, coll. Les Minuscules, 6 exemplaires, 2021
- Prises de bec, avec Jean-Pierre Thomas, coll. Les Minuscules, 8 exemplaires, 2022
- Le Hérisson, avec Jean-Pierre Thomas, coll. Les Minuscules, 6 exemplaires, 2022
- L’Aigrette, avec Jean-Pierre Thomas, coll. Marée Basse, 7 exemplaires, 2022
- Atlas sous-marin, avec Jean-Pierre Thomas, coll. Les Petits, 8 exemplaires, 2022
- Zone littorale II, avec Jean-Pierre Thomas, Les carnets de la Forêt-Fouesnant, 2 exemplaires, 2022

### Essais et analyses littéraires
- Michel Butor, La Modification, Nathan, coll. « Balises », 1992  (ISBN 978-2091804811)
- Jean-Paul Sartre, La Nausée, Nathan, coll. « Balises », 1992  (ISBN 978-2-09-180125-4)
- Lucien Giraudo et al. Nicole Chuisano, Apollinaire, Nathan, coll. « Balises », 1993  (ISBN 978-2-09-180502-3)
- Jean Racine, Iphigénie, Nathan, coll. « Balises », 1993  (ISBN 978-2-09-180723-2)
- François Rabelais, Gargantua, Nathan, coll. « Balises », 1994  (ISBN 978-2-09-180764-5)
- François Rabelais, Pantagruel, Nathan, coll. « Balises », 1994  (ISBN 9782091807645)
- Honoré de Balzac, La Peau de chagrin, Nathan, coll. « Balises », 1994  (ISBN 978-2-09-180722-5)
- Michel Butor, L'Emploi du temps, Nathan, coll. « Balises », 1995  (ISBN 978-2-09-180779-9)
- Lucien Giraudo, Nerval, Nathan, coll. « Balises », 1998  (ISBN 2-09-180856-3)
- Léopold Sédar Senghor, Ethiopiques, Nathan, coll. « Balises », 1998  (ISBN 978-2-09-180801-7)
- Nicolas Gogol, Nouvelles de Pétersbourg, Nathan, coll. « Balises », 1998  (ISBN 978-2-09-180805-5)
- Anna Maria Carroli (préface Lucien Giraudo, (it) Paesaggio di présenti, Campanotto Editore (Pasian di Prato), 2001
- Jules Verne, Le Château des Carpathes, Gallimard, coll. « La Bibliothèque Gallimard », 2004  (ISBN 2070317455)
- Jean-Paul Sartre, Les Mots, Nathan, coll. « Balises », 1996 (rééd. 2005)  (ISBN 9782091807935)
- Jules Renard, Poil de carotte, Gallimard, coll. « folioplus/Classiques » (no 66), 2006  (ISBN 2070322637)
- André Gide, La symphonie pastorale, Gallimard, coll. « folioplus/Classiques » (no 114), 2007  (ISBN 9782070356874)
- Anna Maria Carroli (postface Lucien Giraudo), (it) La Ragnatela illuminata (Postface), Il Ponte Vecchio (Cesena), 2007  (ISBN 9788883126802)
- Antoine de Saint-Exupéry, Vol de nuit, Gallimard, coll. « folioplus/Classiques » (no 150), 2008  (ISBN 9782070346288)
- Anna Maria Carroli (postface Lucien Giraudo), (it) Strategie di felicità (Postface), edizioni del Girasole (Ravenna), 2016  (ISBN 9788875675998)

## Approches du jazz
- Critique de Jazz à Jazz Magazine de 1991 à 1994.
- Proust, du côté du jazz: une lecture de Pastiches et Mélanges, textes de Lucien Giraudo, concert jazz  par les Marcel en Bleu, mars 2019, Festival jazz de mars, Eure-et--Loir.

## Commissariat  et présentation d'expositions
- Commissaire de trois expositions[10]  en Eure-et-Loir réunies sous le titre Michel Butor dialogue avec les Arts, à l'occasion des 80 ans de l'écrivain, octobre-décembre 2006: Médiathèque de Dreux, Château de Maintenon, Théâtre de Chartres.
- Présentation de l'exposition[11] Guy Le Querrec : Jazz Jour et Nuit, 2007
- Entre ciel et Terre, présentation de l'exposition[12] Le Paysage sculpture. IMAGES//PAYSAGES[N 6], Le Compa, Chartres, 2012
- Commissaire de l'exposition Michel Butor/Bernard Dorny, livres d’artistes à la Médiathèque d'Orléans[13], 2013.